# Sarımahmutlu
Sarımahmutlu ist ein Dorf im Landkreis Buldan der türkischen Provinz Denizli. Sarımahmutlu liegt etwa 62 km nordwestlich der Provinzhauptstadt Denizli und 21 km nordwestlich von Buldan. Sarımahmutlu hatte laut der letzten Volkszählung 334 Einwohner (Stand Ende Dezember 2010).